# Stenson
Stenson – przysiółek w Anglii, w Derbyshire. Leży 7,9 km od miasta Derby, 30,8 km od miasta Matlock i 178,9 km od Londynu. Stenson jest wspomniana w Domesday Book (1086) jako Steintune.